# Gerhard von Steterburg
Gerhard von Steterburg (latinisiert: Gerardus Stederburgensis, † 21. September 1209) war Chronist und von 1164 bis 1209 Propst des Kanonissenstifts Steterburg im heutigen Salzgitter-Thiede, in Niedersachsen.

## Leben

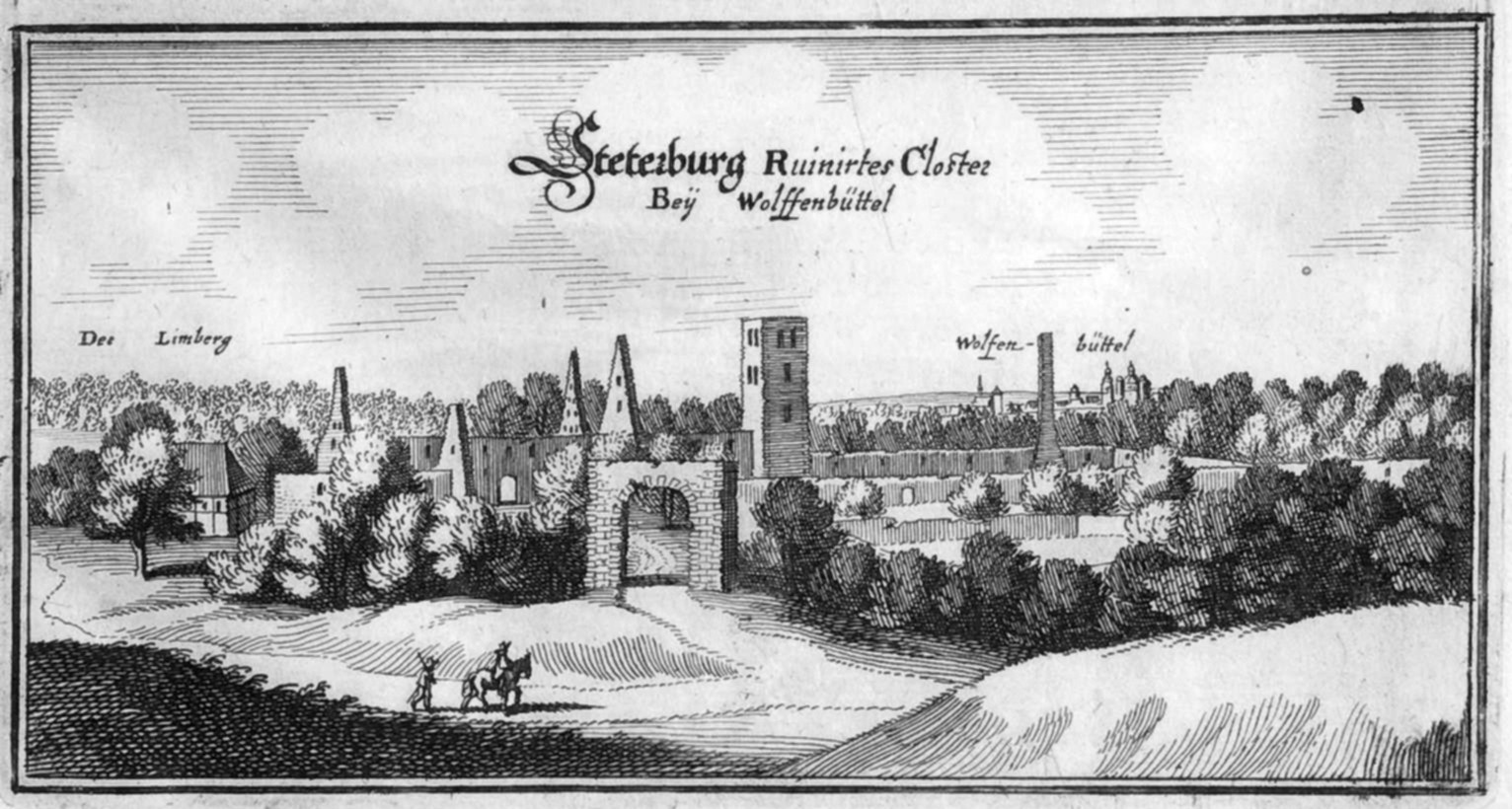
Stift Steterburg um 1654/1658, Stich von Matthäus Merian

Gerhard war ein Verwandter des Propstes Gerhard von Riechenberg († 1150), der zunächst im Kloster Riechenberg bei Goslar, und ab 1142 in Steterburg das Propstamt bekleidete. Gerhard von Riechenberg hatte Steterburg nach einer Periode des Niedergangs zu neuer Blüte gebracht. In der Reihe der Steterburger Pröpste werden beide Personen auch als Gerhard I. und Gerhard II. geführt.
Gerhard II. war von seinem siebenten Lebensjahr an von seinem Onkel Gerhard I. erzogen worden und hatte nach dessen Tod fünf Jahre als Cellerar in Riechenberg gewirkt.
Nach Gerhards I. Tod war in Steterburg ein erneuter Niedergang eingetreten. Am 21. Dezember 1163 wurde Gerhard II. zum Propst gewählt und im Januar 1164 vom Bischof von Hildesheim eingesetzt. In Steterburg stellte er die Gebäude her und setzte die Regeln des Augustinerordens durch. Die Klausur und die Verschleierung der Nonnen wurden eingeführt, persönlicher Besitz abgeschafft. Ab 1165 ließ er eine neue Stiftskirche erbauen. Die Stiftsgüter konnte er gegen Übergriffe schützen und konnte weitere Güter für das Stift gewinnen.
Schweren Schaden erlitt das Stift nach dem Frieden von Venedig 1177, durch den Krieg Friedrich Barbarossas gegen Heinrich den Löwen. Gleiche Bedrängnisse wiederholten sich 1190 und 1191. Als Diplomat gehörte Gerhard wahrscheinlich zu der Gesandtschaft, welche Heinrich der Löwe 1191 an Heinrich VI. absandte und war 1194 der Vermittler des endgültigen Friedens.
Über diese Ereignisse sind Aufzeichnungen vorhanden, die zum Teil von Gerhard selbst verfasst und teils von ihm veranlasst wurden. Diese Annalen wurden, gemeinsam mit Abschriften von Urkunden und Auszügen aus weiteren Chroniken, in einem Copialbuch des Stifts aus dem 14. Jahrhundert zusammengefasst. Ausführlich berichtet Gerhard fast nur über die Gütergeschichte des Stifts. Die Annalen sind aber auch eine der aufschlussreichsten Quellen über das Schicksal Heinrichs des Löwen nach 1177, zum Zeitpunkt des beginnenden Konflikts mit Friedrich Barbarossa, allerdings in einseitig welfenfreundlicher Darstellung. Anschaulich wird die Not geschildert, welche die kaiserlichen Kriegsheere über das Land brachten.
Gerhard starb am 21. September 1209. Seine Aufzeichnungen enden mit dem Tod des Herzogs, am 6. August 1195.

## Werke
Gerhard ist der Verfasser der Steterburger Annalen (Annales Stederburgenses), einer Chronik des Stifts von der Gründung im Jahre 1000 bis zum Tod Heinrichs des Löwen im Jahre 1195 und Biograph seines Onkels Gerhard von Riechenberg. Gottfried Wilhelm Leibniz nutzte die Steterburger Annalen für sein Werk Scriptores rerum Brunsvicensium (1707–1711), eine Quellensammlung zur welfischen und niedersächsischen Geschichte.

## Ausgaben
- Annales Stederburgenses, in: Georg Heinrich Pertz u. a. (Hrsg.): Scriptores (in Folio) 16: Annales aevi Suevici. Hannover 1859, S. 197 (Monumenta Germaniae Historica, Digitalisat)